# Atherigona subnigripes
Atherigona subnigripes är en tvåvingeart som först beskrevs av Karsch 1888.  Atherigona subnigripes ingår i släktet Atherigona och familjen husflugor.
Artens utbredningsområde är Tanzania. Inga underarter finns listade i Catalogue of Life.